# 5歐元紙幣
5歐元紙幣 (€5) 是所有歐元紙幣中面值最小的紙幣，於2002年歐元流通時正式進入流通領域。到现在为止，有22个国家承认欧元为单一货币地位，共计约3亿3200万用户。截止至2012年12月，欧元区共印发了约16亿1310万4000张5欧元纸币。

## 不同系列的5欧元纸币

### 第一套
第一套欧元纸币于2002年1月1日至在2013年5月1日欧元区发行，这套纸币的主题是《欧洲各个时期的建筑风格》，根据票面印刷时间不同，纸币正面分别印有前欧洲中央银行行长维姆·德伊森贝赫、让-克洛德·特里谢和现任央行行长马里奥·德拉基的签名。从2013年5月2日起，第一套欧元纸币将逐步退出市场并由第二套纸币所取代。

维姆·德伊森贝赫
让-克洛德·特里谢
马里奥·德拉基

### 第二套
第二套欧元纸币于2013年5月2日在欧元区正式发行。由于这套纸币在正面的全息图像带和水印上印有希腊神话中的欧罗巴公主，这套纸币又被称为“欧罗巴系列”。根据欧洲央行的披露，其他面值的纸币也将在接下来的几年里陆续发行。考虑到欧元用户的习惯，新纸币承袭了上一套纸币的主题，并印有现任欧洲中央银行行长马里奥·德拉基的签名。

马里奥·德拉基

## 設計

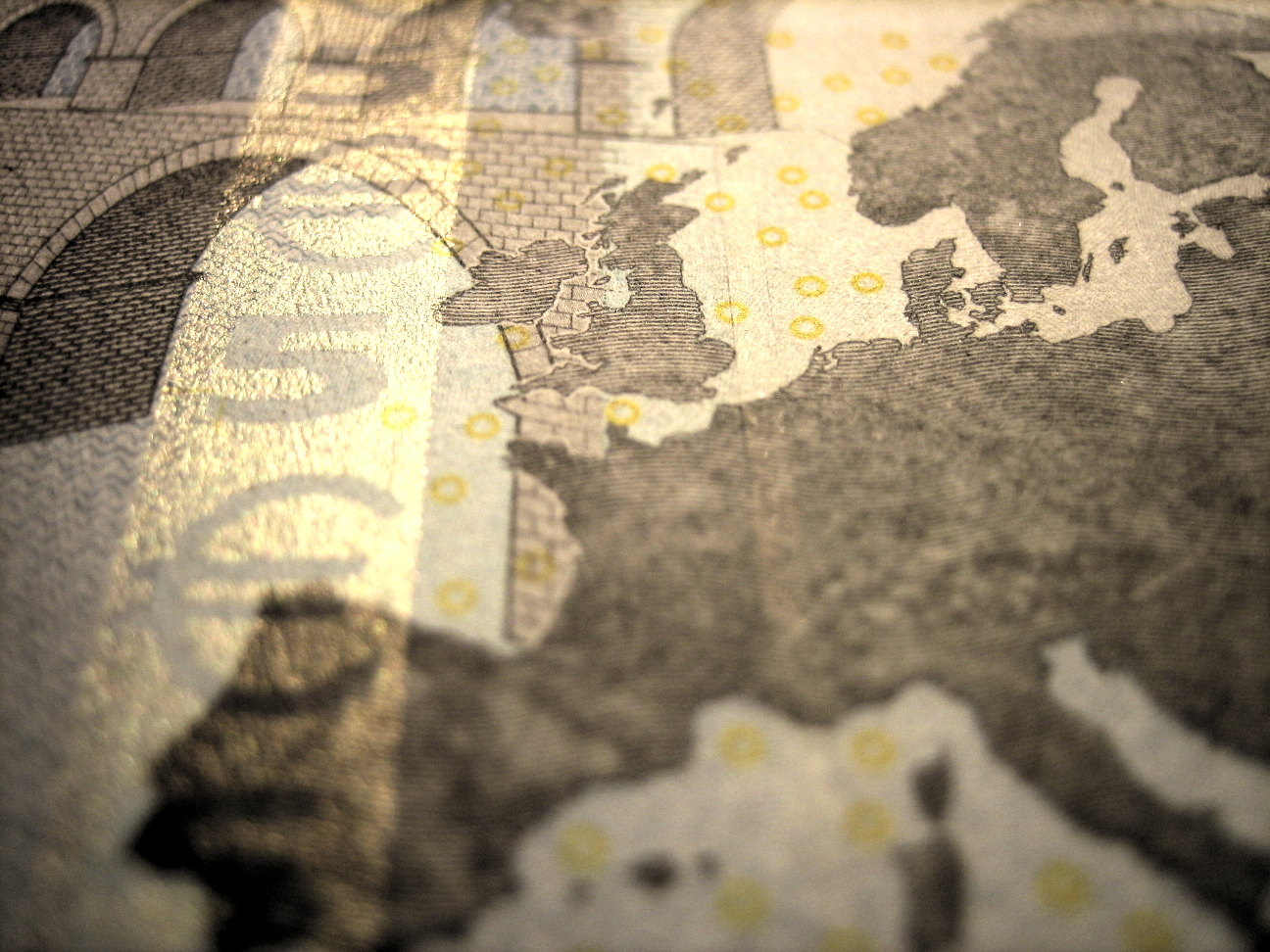
歐洲地圖和古典時期的石橋

5歐元紙幣主色調為灰色，是所有面值中最小的紙幣，尺寸為120x62毫米。所有的紙幣描繪的都是歐洲不同時期的拱橋、門廊；5歐元所描繪的是公元1世紀开始的古典時期建築。儘管羅伯特·卡里納最初的設計是使用真實的建築物，但由於政治上的原因，這些石橋和藝術都是想像的。
和所有的歐元紙幣一樣，它包括了一些主要的設計元素：面值（5 EURO/ΕΥΡΩ/ЕВРО）、歐盟旗幟、歐洲中央銀行行長的簽名、歐洲中央銀行不同的歐盟語言的首字母（第一套: BCE, ECB, EZB, EKP, EKT; 第二套: BCE, ECB, ЕЦБ, EZB, EKP, EKT, EKB, BĆE, EBC)、歐盟領土的描畫、歐盟旗幟上的五角星以及各种防偽措施。

## 防偽措施

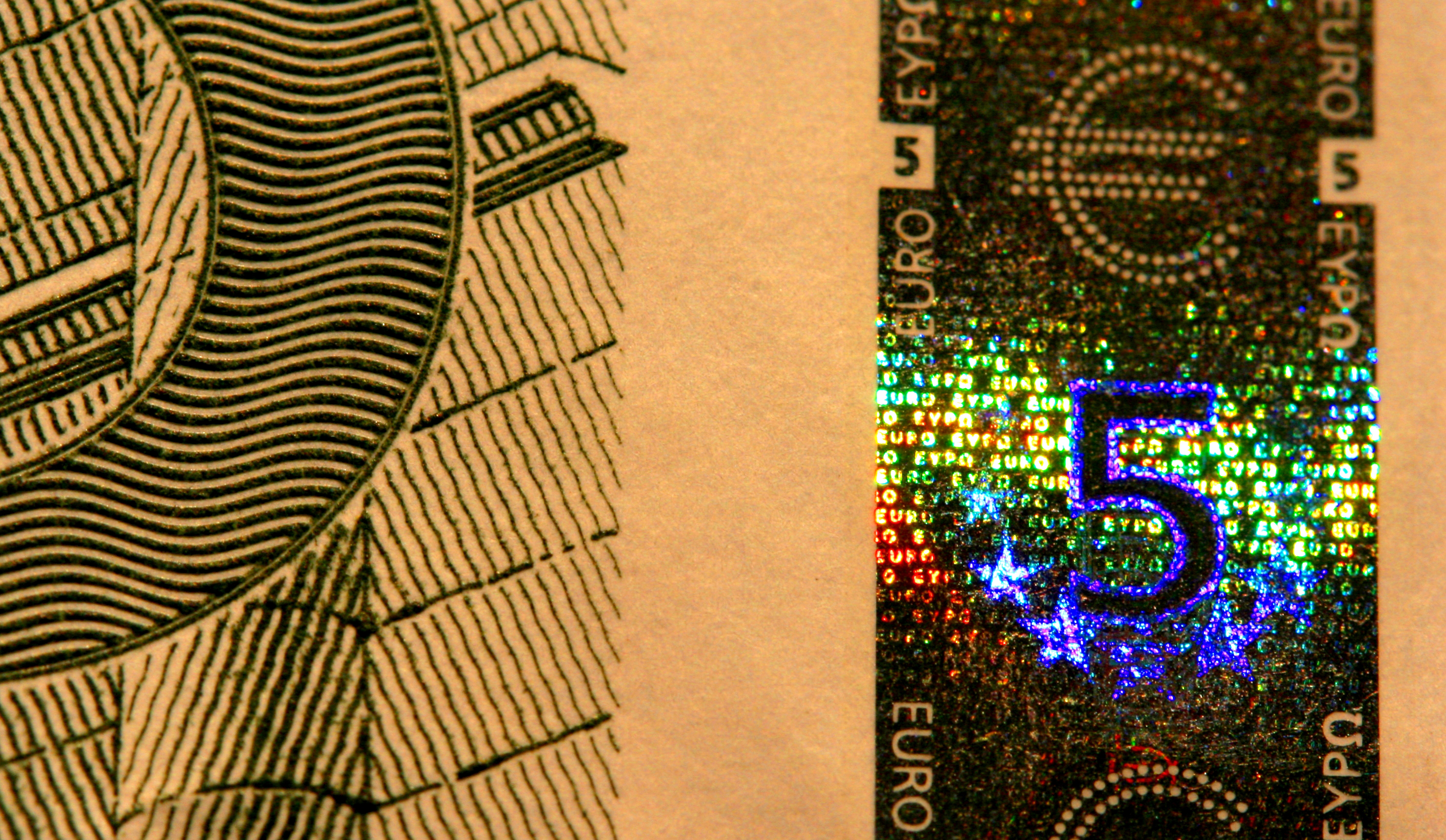
5歐元紙幣的全息帶

5歐元纸币的主要防偽措施有全息带、EURion constellation、水印、雕刻凹版印刷、微缩印刷、荧光油墨、安全线等。此外，每张纸币上都印有独一无二的12位由字母和数字组成的序列号，其中第一位字母代表了这张纸币的发行国家。例如，若序列号以Z开头，那么该纸币由比利时中央银行发行。此外，在5欧元纸币的正面都有一个钞票识别码（第一版：9点钟星星的左下方；第二版：全息图像带左上方），根据这个识别码的首字母可追溯至该纸币的印钞公司。
| 代码 | 国家     | 国家                    | 代码 | 国家       | 国家         |
| 代码 | 中文     | 该国官方语言            | 代码 | 中文       | 该国官方语言 |
| ---- | -------- | ----------------------- | ---- | ---------- | ------------ |
| Z    | 比利时   | België/Belgique/Belgien | Y    | 希腊       | Ελλάδα       |
| X    | 德国     | Deutschland             | V    | 西班牙     | España       |
| U    | 法国     | France                  | T    | 爱尔兰     | Éire/Ireland |
| S    | 意大利   | Italia                  | P    | 荷兰       | Nederland    |
| N    | 奥地利   | Österreich              | M    | 葡萄牙     | Portugal     |
| L    | 芬兰     | Suomi/Finland           | H    | 斯洛文尼亚 | Slovenija    |
| G    | 塞浦路斯 | Κύπρος [Kypros]/Kıbrıs  | F    | 马耳他     | Malta        |
| E    | 斯洛伐克 | Slovensko               | D    | 爱沙尼亚   | Eesti        |

| 字母 | 印钞公司                             | 地点           | 向哪一国供应纸币                                                               |
| ---- | ------------------------------------ | -------------- | ------------------------------------------------------------------------------ |
| D    | Setec Oy                             | 芬兰万塔       | 芬兰                                                                           |
| E    | François-Charles Oberthur Fiduciaire | 法国尚特皮耶   | 法国，德国，荷兰，芬兰，塞浦路斯，斯洛伐克，斯洛文尼亚                         |
| F    | 奥地利国家银行                       | 奥地利维也纳   | 奥地利，荷兰，意大利，希腊                                                     |
| G    | Johan Enschede & Zn                  | 荷兰哈勒姆     | 荷兰，奥地利，西班牙，希腊，德国，芬兰，塞浦路斯，马耳他，斯洛文尼亚，斯洛伐克 |
| H    | 托马斯德纳罗印钞公司                 | 英国盖茨黑德   | 爱尔兰，芬兰，葡萄牙，荷兰                                                     |
| J    | 意大利银行                           | 意大利罗马     | 意大利                                                                         |
| K    | 爱尔兰中央银行                       | 爱尔兰都柏林   | 爱尔兰                                                                         |
| L    | 法兰西银行                           | 法国沙马利埃   | 法国                                                                           |
| M    | 西班牙皇家铸币局                     | 西班牙马德里   | 西班牙                                                                         |
| N    | 希腊银行                             | 希腊雅典       | 希腊                                                                           |
| P    | Giesecke & Devrient                  | 德国莱比锡     | 德国，芬兰，希腊，荷兰，葡萄牙                                                 |
| R    | 德国联邦印钞公司                     | 德国柏林       | 德国，希腊                                                                     |
| T    | 比利时国家银行                       | 比利时布鲁塞尔 | 比利时，法国，西班牙                                                           |
| U    | Valora                               | 葡萄牙卡雷加杜 | 葡萄牙                                                                         |